# كيركيني
كيركيني (Κερκίνη) هي مدينة في سيرري في مقاطعة فوريا إلادا في اليونان.